# Franz Lampe

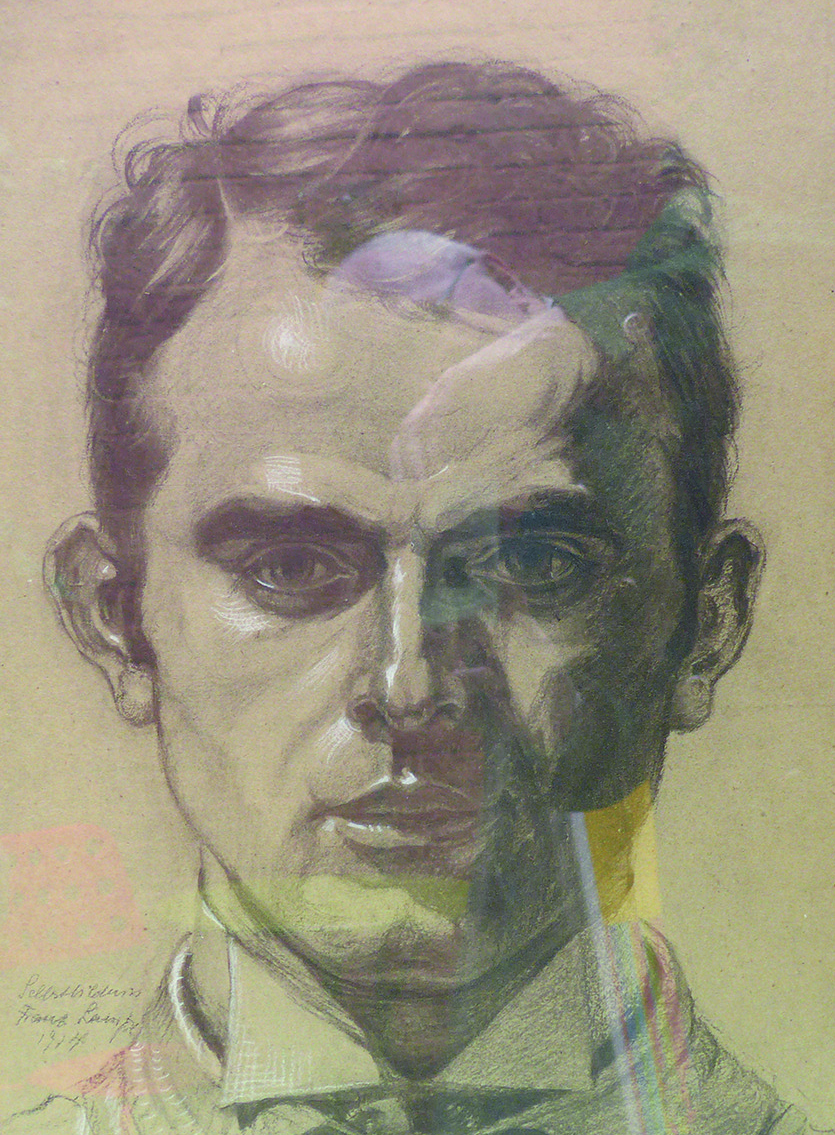
Selbstbildnis von Franz Lampe (1914)

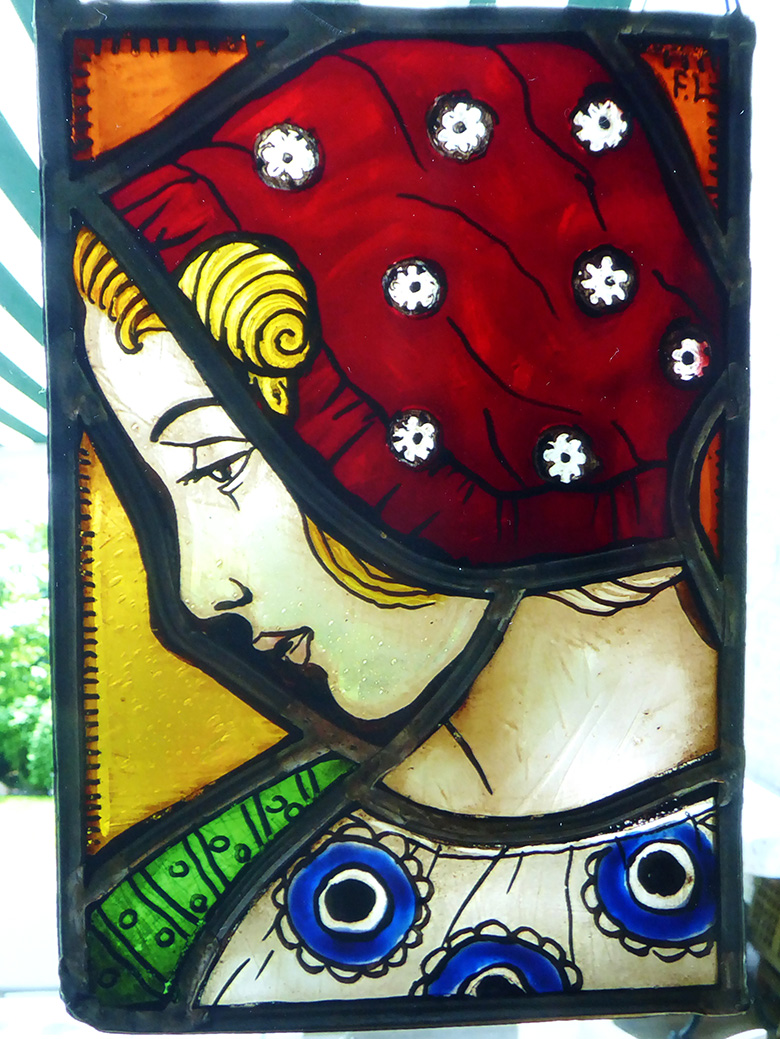
Detail einer Buntglasarbeit

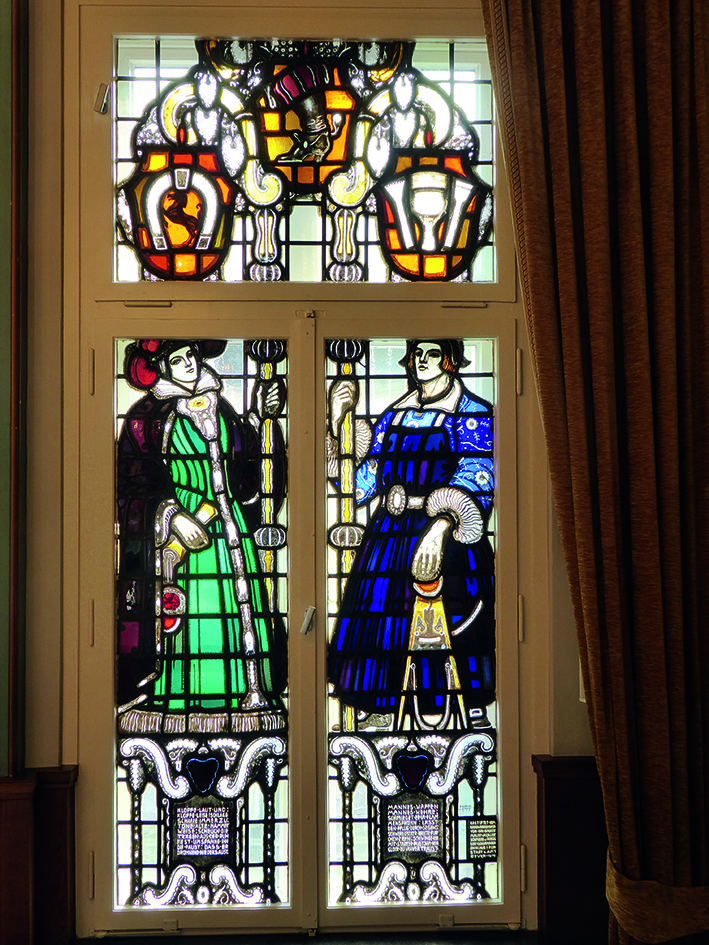
Buntglasfenster im großen Sitzungssaal der Handwerkskammer Oldenburg (Oldb) (1914)

Franz Lampe (* 3. Februar 1889 in Oldenburg (Oldb); † 12. Juni 1917 in Cambrai, Frankreich) war ein deutscher Glaskünstler, Zeichner und Maler.

## Leben und Wirken
Franz Lampe wurde am 3. Februar 1889 in Oldenburg als Sohn von Carl Wilhelm Emil Lampe (1864–1927) und Helene Johanne Elise Lampe, geb. Hilbers (1856–1932), geboren. Sein Vater war gelernter Glaser und Inhaber der Kunst- und Bauglaserei Wilhelm de Vries in Oldenburg.  Er wuchs in Oldenburg auf und ging nach dem Schulabschluss auf der Oberrealschule bei seinem Vater als Glaser in eine dreijährige Lehre. Bereits als 15/16-Jähriger erhielt er auf Empfehlung des Architekten Adolf Rauchheld den Auftrag zu Entwurf und Ausführung einen fünfteiligen Buntglasfensters, das auf der Oldenburger Landes-, Industrie- und Gewerbe-Ausstellung von 1905 gezeigt wurde. Von 1905 bis 1907 besuchte Lampe die von Wilhelm von Debschitz geleitete  Kunstgewerbeschule in München (Debschitz-Schule).
Ab 1908 war er Volontär an der Königlich Bayerischen Hofglasmalerei Bockhorni. Danach wirkte Lampe bis 1912 im Rheinland (u. a. in Bad Neuenahr) und dann wieder in Oldenburg.
Das Oldenburger Kunstgewerbemuseum zeigte 1912 eine Ausstellung mit Werken von Franz Lampe, wodurch er überregional bekannt wurde. Die Techniken der Glasmalerei wurden – fußend auf Vorbildern des 19. Jahrhunderts – ausdrucksstark in Farben und Formen weiterentwickelt. 1914 erhielt Franz Lampe den Auftrag, an der Deutschen Werkbundausstellung Köln 1914 mit einem Buntglasfenster teilzunehmen. Wegen des Ausbruchs des Ersten Weltkrieges wurde die Ausstellung kurz nach der Eröffnung geschlossen und geräumt. Später wurde dieses Buntglasfenster in das Elternhaus von Franz Lampe eingebaut.
Franz Lampe wurde Soldat und starb als Kriegsgefallener am 12. Juni 1917 in Cambrai/Frankreich im Alter von 28 Jahren.